# Jardín botánico de Birmingham (Alabama)
El Jardín botánico de Birmingham, en inglés: Birmingham Botanical Gardens, es un jardín botánico de 67.5 acres (27.3 hectáreas)de extensión, que se encuentra en Birmingham, Alabama.

## Localización
Se ubica adyacente al "Lane Park" en la vertiente sur de la Red Mountain en Birmingham (Alabama).
Birmingham Botanical Gardens 2612 Lane Park Road, Birmingham Jefferson county, Alabama AL 35223 United States of America-Estados Unidos de América
Planos y vistas satelitales.33°29′30.12″N 86°46′28.2″O / 33.4917000, -86.774500
El jardín botánico de Birmingham está catalogado como una de las atracciones turísticas más significativas de Alabama.

## Historia
La idea del jardín botánico de Birmingham fue tomando forma ya desde 1960. El alcalde de Birmingham de ese momento, James W. Morgan, lideró un esfuerzo para establecer los jardines en una parte no utilizada de la ciudad propiedad del Zoológico de Birmingham en la ladera de la montaña roja.
El jardín fue abierto al público en 1963.
La asociació sin ánimo de lucro "Birmingham Botanical Society", ahora conocida como "Friends of Birmingham Botanical Garden" (los Amigos del Jardín Botánico de Birmingham), fue establecida en 1964, con la misión de ayudar a la ciudad para apoyar y mejorar el jardín.

## Colecciones
Actualmente el jardín botánico de Birmingham es el mayor museo vivo de Alabama con más de 10,000 diferentes plantas en cultivo.

## Secciones del jardín
- Sonat Lake
- Hill Garden
- Kayser Lily Pool
- Cochran Water Wall
- Dunn Formal Rose Garden
- Ireland Old-Fashioned Rose Garden
- Crape Myrtle Garden Conservatory
- Desert House
- Camellia House
- Samford Orchid Display Room
- Formal Garden
- Queen’s Gates
- Twin Urn Fountains
- Cabaniss Walk
- Forman Garden
- Enabling Garden
- Thompson Enthusiast Garden
- Bruno Vegetable Garden
- Herb Terrace
- Hess Camellia Garden
- Bog Gardens
- Kaul Wildflower Garden
- Fern Glade
- Curry Rhododendron Garden
- Little Ones’ Memory Garden
- Curry Rhododendron Species Garden
- Jemison Lily Garden
- Hosta Walk
- Ireland Iris Garden
- The Southern Living Garden
- Lawler Gates
- McReynolds Garden
- Barber Alabama Woodlands
- Hulsey Woods
- Jardín japonés
- Torii (Gateway to Heaven)
- Tea House and Karesansui
- Hulsey Woods
- Cultural Pavilion
- Viewing Shelter and Long Life Lake
- Bonsai House

Entre las colecciones especiales destacan:
- Polypodiaceae 56 spp., 74 taxones,
- Orchidaceae 78 spp., 391 taxones,
- Hemerocallis 640 taxones,
- Rosa 16 taxones,
- Rhododendron 36 spp., 234 taxones,
- Iris 20 spp., 245 taxones,
- Camellia 13 spp., 220 taxones,
- Hosta 15 spp., 119 taxones,
- Cornus,
- Cactus y suculentas,
- Herbario con 5100 especímenes.

El jardín incluye un centro de atención a los visitantes que incluye una biblioteca, auditorium, "Linn-Henley Lecture Hall", "Blount Education Center", Centro de información de las Plantas Gerlach, la oficina del "Alabama Cooperative Extension System", "Richard Arrington Children’s Plant Adventure Zone", y un restaurante.

## Vistas del jardín botánico
|                                        |
| Puente sobre el lago de la larga vida. |

|                  |
| La puerta Taylor |

|      |
| Tori |

|            |
| Casa de Té |

|                                    |
| Fuente de granito en Blount Square |

|                          |
| La campana de la amistad |

|                                 |
| Hill Garden durante el invierno |